# Sarah Churchill
Sarah Churchill, duquesa de Marlborough, princesa de Mindelheim y condesa de Nellenburg (de soltera Jenyns) (5 de junio de 1660-18 de octubre de 1744) fue una cortesana inglesa que llegó a ser una de las mujeres más influyentes de su tiempo gracias a su estrecha amistad con la reina Ana de Gran Bretaña. Antes de la ascensión al trono de la reina Ana, la amistad y la influencia de Sarah con la princesa Ana eran ampliamente conocidas, y las principales figuras públicas solían dirigir su atención hacia ella, esperando el favor de Ana. Cuando Ana se convirtió en reina, el conocimiento de Sarah sobre el gobierno y la intimidad con la reina la habían convertido en una amiga poderosa y una enemiga peligrosa. Sarah disfrutó de una relación "larga y devota" con su esposo durante más de 40 años, el general John Churchill, I duque de Marlborough. 
Después de que el rey Jacobo II de Inglaterra fuera depuesto durante la Revolución Gloriosa, Sarah actuó como agente de su amiga, la futura reina Ana, promoviendo sus intereses durante los reinados de Guillermo III de Inglaterra y María II de Inglaterra. Después de la muerte de Guillermo III en 1702, una vez que Ana ascendió al trono, el duque de Marlborough, junto con Sidney Godolphin, I conde de Godolphin, lograría la jefatura del gobierno en gran parte gracias a la influencia de su esposa.
Mientras John Churchill luchaba en la guerra de sucesión española, Sarah lo mantenía informado de las intrigas de la corte y transmitía sus solicitudes y consejos políticos a la reina. Sarah hizo una campaña incansable en favor de los whigs, al mismo tiempo que se dedicaba a proyectos de construcción como el palacio de Blenheim. Mujer de carácter fuerte, tensó su relación con la reina cada vez que no estaban de acuerdo sobre nombramientos políticos, judiciales o eclesiásticos. 
Tras la ruptura final con Ana en 1711, Sarah y su esposo fueron despedidos de la corte, pero se vengaría después de la muerte de Ana. 
Tuvo famosos desacuerdos con otros personajes importantes: su hija Henrietta Godolphin, segunda duquesa de Marlborough; John Vanbrugh, el arquitecto del palacio de Blenheim; Robert Walpole, primer ministro británico; y hasta con el rey Jorge II de Gran Bretaña y su esposa, la reina Carolina. 
La fortuna que heredó del fideicomiso de Marlborough la convirtió en una de las mujeres más ricas de Europa. Sarah murió en 1744, a los 84 años.

## Biografía
Sarah Jennings nació en Holywell, Hertfordshire, Inglaterra en 1660, hija de Richard Jennings y Frances Thornhurst. Su amistad con la reina se inició después de 1673, cuando ella y su hermana Frances se unieron al personal de la casa del duque de York (más tarde Jacobo II) y se hizo amiga de su hija menor; Ana era unos años más joven que Sarah. Se llamaban con motes cariñosos, siendo Sarah "Mrs Freeman" y Ana "Mrs Morley".
El 1 de octubre de 1678, Sarah se casó con John Churchill, más tarde convertido en duque de Marlborough, haciendo una pareja deslumbrante. Aunque había apoyado a Jacobo, también fue decisivo en la llegada de Guillermo de Orange al trono británico. 
Con motivo del ascenso al trono de Ana, Sarah obtuvo un cargo en la corte, ejerciendo gran influencia personal y política, deteriorándose la relación entre la reina y Sarah cuando Abigail Masham, prima de Sarah, entró en la casa de Ana. En 1711, tanto Sarah como su marido perdieron el favor real. La muerte de Ana en 1714 restauró su fortuna, pero el duque murió en 1722, sin acabar la edificación del palacio de Blenheim, tarea que le correspondió a Sarah, no sin discutir a menudo con el arquitecto, sir John Vanbrugh.

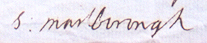
Firma de Sarah Churchill (1737).

Permanecieron las relaciones con la familia real. Sarah buscó casar a su nieta Diana Spencer (1710-1735), con Federico, príncipe de Gales. La duquesa permaneció en términos amistosos con el príncipe y su familia, no obstante, incluso después de que este plan fracasara.

## Hijos
Sarah y su esposo Marlborough tuvieron siete hijos:
- Harriet Churchill (octubre de 1679), muerta al poco de nacer.
- Henrietta Godolphin, segunda duquesa de Marlborough, (19 de julio de 1681-24 de octubre de 1733). Se casó con Francis Godolphin, segundo conde de Godolphin. Fue la segunda duquesa de Marlborough.
- Anne Churchill (27 de febrero de 1683-15 de abril de 1716). Se casó con Charles Spencer, tercer conde de Sunderland, madre de Diana Churchill. De su otro hijo John descendería Diana de Gales. Su tercer hijo, Charles, fue el tercer duque de Marlborough, y de él descendió Winston Churchill.
- John Churchill, marqués de Blandford, (13 de febrero de 1686-20 de febrero de 1703).
- Elizabeth Churchill (15 de marzo de 1687-22 de marzo de 1714). Casada con Scroop Egerton, primer duque de Bridgwater.
- Mary Churchill (15 de julio de 1689-14 de mayo de 1751). Casada con John Montagu, segundo duque de Montagu.
- Charles Churchill (19 de agosto de 1690-22 de mayo de 1692).

Tanto Winston Churchill como Diana, princesa de Gales eran descendientes de Sarah Churchill.

## En el cine
Sarah fue interpretada por Rachel Weisz en la película La favorita, estrenada en 2018. No obstante, el relato de esa película es ficticio.
- Datos: Q19176
- Multimedia: Sarah Churchill, Duchess of Marlborough / Q19176